# Preferências reveladas
A teoria da preferência revelada, formulada primeiramente pelo economista Paul Samuelson, é um método de analisar as escolhas feitas pelos indivíduos, e utilizada principalmente para comparar a influência das políticas sobre o comportamento do consumidor. Modelos de preferência revelada pressupõem que as preferências dos consumidores podem ser reveladas por seus hábitos de compra.
A teoria da preferência revelada surgiu porque as teorias existentes sobre a demanda do consumidor foram baseadas em uma taxa marginal de substituição (TMS) decrescente. Essa TMS decrescente dependia da suposição de que os consumidores tomam decisões de consumo para maximizar sua utilidade. Embora a maximização da utilidade não fosse uma suposição controversa, as funções de utilidade subjacentes não podiam ser medidas com grande certeza. A teoria da preferência revelada era um meio de reconciliar a teoria da demanda definindo funções de utilidade observando o comportamento.
Portanto, a preferência revelada é uma maneira de inferir as preferências dos indivíduos, dadas as escolhas observadas. Contrasta com as tentativas de medir diretamente as preferências ou a utilidade, por exemplo, por meio de preferências declaradas. Tendo a economia como um assunto empírico, há a questão de que não se pode observar preferências. Em outras palavras, de acordo com os defensores da teoria da preferência revelada, "não é o que você diz, é o que você faz que revela o que você quer".

## Motivação
A teoria da preferência revelada tenta entender as preferências de um consumidor entre pacotes de bens, dada sua restrição orçamentária. Por exemplo, se o consumidor compra uma cesta de bens A sobre uma cesta de bens B, onde ambas as cestas de bens são acessíveis, é revelado que ele/ela prefere diretamente A a B. Assume-se que as preferências do consumidor são estáveis ao longo do período de tempo observado, ou seja, o consumidor não irá reverter suas preferências relativas em relação a A e B.
Como um exemplo concreto, se uma pessoa escolhe (2 maçãs e 3 bananas) sobre uma alternativa acessível de (3 maçãs e 2 bananas), então dizemos que a primeira cesta de bens é preferivelmente revelada quanto à segunda. Supõe-se que a primeira cesta de bens é sempre preferida à segunda e que o consumidor adquire a segunda cesta de bens apenas se a primeira cesta se tornar inacessível.

## Definição e teoria
Haja dois conjuntos de bens, a e b, disponíveis em um conjunto orçamentário {\displaystyle B}. Se for observado que a é escolhido sobre b, dizemos que a é (diretamente) revelado preferível a b.

### Exemplo bidimensional

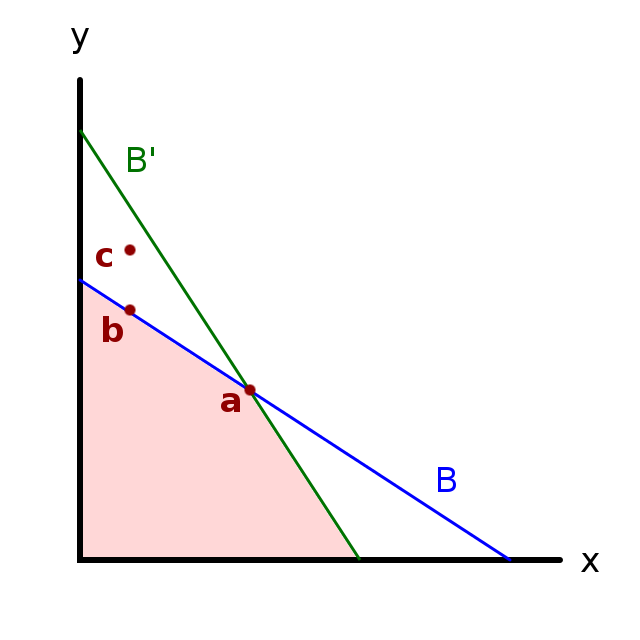
Se o pacote b for revelado preferido sobre o pacote a no conjunto de orçamento B, então o WARP diz que o pacote a não pode ser estritamente revelado preferido sobre o pacote b em qualquer conjunto orçamentário B'. Isso seria igualmente verdade se tivesse sido localizado em qualquer outro lugar na área rosa. O pacote c não violará WARP mesmo que seja escolhido no conjunto orçamentário B', pois não está na área rosa

Se o orçamento definido {\displaystyle B} é definido para dois bens {\displaystyle X=X_{1},X_{2}}; e determinado pelos preços {\displaystyle p_{1},p_{2}}e renda {\displaystyle m}, Então vamos agrupar a cesta de bens a como sendo {\displaystyle (x_{1},x_{2})\in B} e a cesta b sendo{\displaystyle (y_{1},y_{2})\in B}. Esta situação seria tipicamente representada aritmeticamente pela desigualdade {\displaystyle p_{1}X_{1}+p_{2}X_{2}\leq m} e graficamente por uma linha de orçamento nos números reais positivos. Assumindo preferências fortemente monótonas, só precisamos considerar pacotes que estão graficamente localizados na linha do orçamento, ou seja, pacotes onde {\displaystyle p_{1}x_{1}+p_{2}x_{2}=m} e {\displaystyle p_{1}y_{1}+p_{2}y_{2}=m} são satisfeitas. Se, nesta situação, se observar que {\displaystyle (x_{1},x_{2})} é escolhido sobre {\displaystyle (y_{1},y_{2})}, concluímos que {\displaystyle (x_{1},x_{2})} é (diretamente) revelado preferido a {\displaystyle (y_{1},y_{2})}, que pode ser resumido como a relação binária {\displaystyle (x_{1},x_{2})\succeq (y_{1},y_{2})} ou equivalentemente como {\displaystyle \mathbf {a} \succeq \mathbf {b} }.

### O axioma fraco da preferência revelada (WARP)
O WARP é um dos critérios que precisa ser satisfeito para garantir que o consumidor seja consistente com suas preferências. Se uma cesta de bens a for escolhida em detrimento de outra cesta b quando ambos forem acessíveis, o consumidor revela que prefere a em relação a b. O axioma diz que quando as preferências permanecem as mesmas, não há circunstâncias ( orçamento definido ) em que o consumidor prefere estritamente b sobre a. Ao escolher a em lugar de b quando ambos os pacotes são acessíveis, o consumidor revela que suas preferências são tais que ele nunca escolherá b sobre a, enquanto os preços permanecem constantes. Formalmente:
{\displaystyle \left.{\begin{matrix}x,y\in B\\x\in C(B,\succeq )\\x,y\in B'\\y\in C(B',\succeq )\end{matrix}}\right\}~\Rightarrow ~x\in C(B',\succeq )}
Onde {\displaystyle x} e {\displaystyle y} são cestas arbitrárias e {\displaystyle C(B,\succeq )\subset B} é o conjunto de pacotes escolhidos no conjunto de orçamento {\displaystyle B}, dada relação de preferência {\displaystyle \succeq }.
Como alternativa, se a for escolhido acima de b no conjunto de orçamento {\displaystyle B} onde tanto a quanto b são cestas viáveis, mas b é escolhido sobre a quando o consumidor enfrenta algum outro conjunto de orçamento {\displaystyle B'}, então, a não é um pacote viável no conjunto de orçamento {\displaystyle B'}. Esta declaração equivalente de WARP pode ser formal e mais geralmente expressa como:
{\displaystyle p\cdot x(p',m')\leq m~\Rightarrow ~p'\cdot x(p,m)>m'~}
Sendo que: {\displaystyle x(p',m')\neq x(p,m)}

### Completude: A Preferência Revelada do Axioma Forte (SARP)
O forte axioma das preferências reveladas (SARP) é equivalente ao fraco axioma das preferências reveladas, exceto que o consumidor não pode ser indiferente entre os dois pacotes que são comparados. Isto é, se WARP conclui  {\displaystyle \mathbf {a} \succeq \mathbf {b} }, SARP vai um passo além e conclui que {\displaystyle \mathbf {a} \succ \mathbf {b} ~}.
Se A é diretamente revelado, preferível a B, e B é diretamente revelado, preferencialmente a C, então dizemos que A é indiretamente revelado como preferível a C. É possível que A e C sejam (direta ou indiretamente) revelados preferíveis um ao outro no mesmo tempo, criando um "loop". Na terminologia matemática, isso diz que a transitividade é violada.
Considere as seguintes opções: {\displaystyle C(A,B)=A}, {\displaystyle C(B,C)=B}, {\displaystyle C(C,A)=C}, Onde {\displaystyle C} é a função de escolha que leva um conjunto de opções (conjunto de orçamento) a uma escolha. Então, pela nossa definição, {\displaystyle A} é (indiretamente) revelada, preferida a {\displaystyle C} (pelas duas primeiras escolhas) e {\displaystyle C} é (diretamente) revelado, preferida a {\displaystyle A} (pela última escolha).
Frequentemente, é desejável nos modelos econômicos impedir que esses ciclos ocorram, por exemplo, se quisermos modelar escolhas com funções de utilidade (que têm resultados reais e, portanto, transitivos). Uma maneira de fazer isso é impor integralidade à relação de preferência revelada em relação às situações, ou seja, toda situação possível deve ser levada em consideração por um consumidor. Isso é útil porque, se podemos considerar {\displaystyle {A,B,C}} como uma situação, podemos dizer diretamente qual opção é a preferida à outra (ou se são iguais). Usar o axioma fraco impede que duas escolhas sejam preferidas umas sobre as outras ao mesmo tempo; Assim, seria impossível que "loops" se formassem.
Outra maneira de resolver isso é impor o forte axioma da preferência revelada (SARP), que garante a transitividade. Isto é caracterizado por tomar o fechamento transitivo das preferências reveladas diretamente e requerer que seja antisimétrico, isto é, se {\displaystyle A}é revelado como preferencial para {\displaystyle B}(direta ou indiretamente), então {\displaystyle B} não é revelado como preferencial para {\displaystyle A}(direta ou indiretamente).
Estas são duas abordagens diferentes para resolver o problema; completude está relacionada com a entrada (domínio) das funções de escolha; enquanto o forte axioma impõe condições à saída.

## Críticas
Vários economistas criticaram a teoria das preferências reveladas por diferentes razões.
1. A teoria da preferência revelada foi um programa de pesquisa fracassado.[3] Em 1938, Samuelson apresentou a teoria da preferência revelada como uma alternativa à teoria da utilidade, enquanto em 1950, Samuelson tomou a equivalência demonstrada das duas teorias como uma justificação para sua posição, ao invés de uma refutação.
2. Se existe apenas uma maçã e uma laranja, e uma laranja é colhida, então pode-se dizer definitivamente que uma laranja é revelada, preferida a uma maçã. No mundo real, quando se observa que um consumidor comprou uma laranja, é impossível dizer que bom ou conjunto de bens ou opções comportamentais foram descartados em vez de comprar uma laranja. Nesse sentido, a preferência não é revelada de maneira alguma no sentido de utilidade ordinal.[4]
3. A teoria da preferência revelada assume que a escala de preferência permanece constante ao longo do tempo. Se não fosse esse o caso, tudo o que podemos dizer é que uma ação, em um ponto específico do tempo, revela parte da escala de preferência de uma pessoa naquele momento. Não há garantia para assumir que permanece constante de um ponto de tempo para outro. Os teóricos da "preferência revelada" assumem constância além do comportamento consistente ("racionalidade"). Consistência significa que uma pessoa mantém uma ordem transitiva de classificação na sua escala de preferência (se A for preferencial a B e B for preferencial a C, então A é preferencial a C). Mas o procedimento de preferência revelada não repousa tanto nessa suposição quanto numa suposição de constância - que um indivíduo mantém a mesma escala de valor ao longo do tempo. Enquanto o primeiro pode ser chamado de irracional, certamente não há nada irracional sobre as escalas de valores de alguém mudando ao longo do tempo. Alega-se que nenhuma teoria válida pode ser construída sobre uma suposição de constância.

1. A incapacidade de definir ou medir preferências independentemente das "preferências reveladas" leva alguns autores a ver o conceito como uma falácia tautológica. Veja, inter alia, as críticas de Amartya Sen em uma série de artigos: “Behaviour and the concept of preference” (Sen 1973),[5] “Rational Fools: A Critique of the Behavioural Foundations of Economic Theory” (Sen 1977),[6] “Internal Consistency of Choice” (Sen 1993),[7] “Maximization and the Act of Choice” (Sen 1997), and his book Rationality and Freedom (Sen 2002).